# Place Saint-Lambert
De Place Saint-Lambert (Nederlands: Sint-Lambertusplein) is een plein in de Belgische stad Luik. Onder het (verhoogde) deel van het plein bevindt zich het Archéoforum.
Het Paleis van de Prins-bisschoppen is gelegen aan het plein, dat in 1794 ontstond na de afbraak van de Sint-Lambertuskathedraal. Het plein draagt sinds 1827 de naam van de verdwenen kathedraal. Pas in 1829 waren de laatste sloopresten opgeruimd. Op het plein staan metalen zuilen die een idee geven van haar omvang.
De westelijke zijde van het plein biedt plaats aan een druk bediende bushalte, de zuidelijke zijde van het plein wordt ingenomen door een tramhalte waarmee sinds 28 april 2025 de Luikse tram de Luikse binnenstad ontsluit.
Op 24 juli 1919 was het Sint-Lambertusplein het toneel voor de plechtige uitreiking van het Légion d'Honneur aan de stad Luik, uit dank voor de hardnekkige weerstand die het Von Schlieffenplan een beslissende vertraging had doen oplopen. 
de Franse president Raymond Poincaré, de Franse maarschalk Ferdinand Foch en koning Albert I van België waren aanwezig.
Op 13 december 2011 vond op het plein een aanslag plaats. Hierbij vielen 123 gewonden en kwamen zes mensen om het leven, onder wie de dader zelf.
Elk jaar op de vierde zondag van april vindt op dit plein de start plaats van de wielerklassieker Luik-Bastenaken-Luik.

## Aanpalende straten
- Rue du Bex
- Rue de Bruxelles
- Rue Gérardrie
- Rue Joffre
- Rue Léopold
- Rue Saint-Michel